# Österreichische Botschaft in Budapest

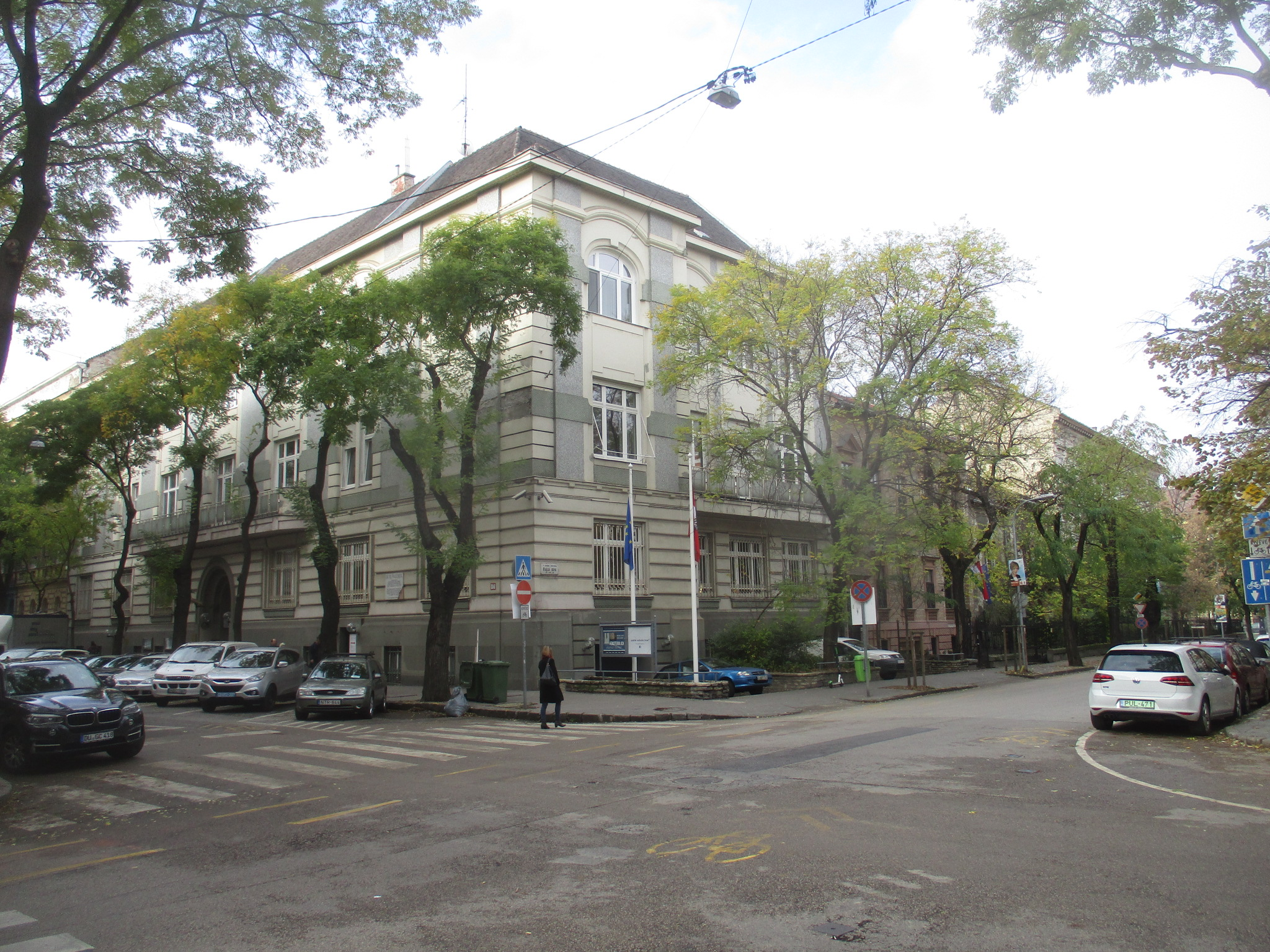
Botschaftsgebäude

Die Österreichische Botschaft in Budapest ist die ständige diplomatische Vertretung der Republik Österreich in Ungarn.

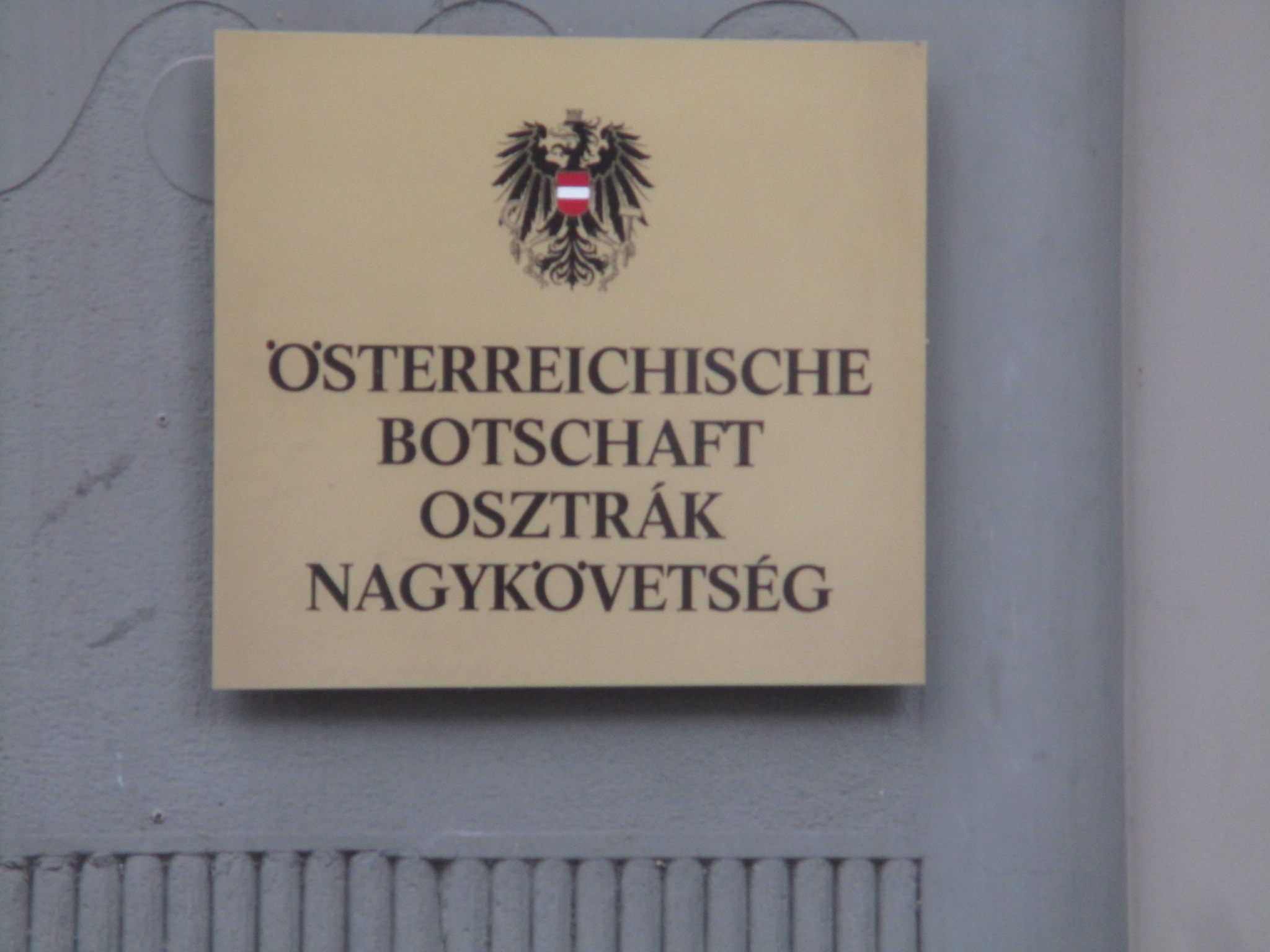
Botschaftsschild in Budapest, Benczúr utca 16

## Geschichte
Nach dem Austritt Ungarns aus der Realunion Österreich-Ungarn am 31. Oktober 1918 wurde am 20. November 1918 Hans Freiherr von Cnobloch (* 6. März 1871 in St. Ruprecht (Klagenfurt am Wörthersee), † 19. Februar 1962 in Salzburg) zum Vertreter der deutschösterreichischen Republik bei der ungarischen Republik ernannt. Am 25. Februar 1920 wurde eine österreichische Gesandtschaft eingerichtet und Cnobloch erhielt den Titel außerordentlicher Gesandter und bevollmächtigter Minister. Der Titel Gesandter wurde bis zum Ende des Zweiten Weltkriegs geführt. 1946 wurde das Büro als inoffizielle ständige Vertretung bezeichnet und der Titel in inoffizieller ständiger Vertreter geändert. 1947 wurde die Bezeichnung des Büros in politische Vertretung geändert und ab 1948 wurden wieder die Bezeichnungen Gesandtschaft und Gesandter benutzt. Ab 1965 hieß das Büro dann Botschaft und der Titel Botschafter wurde benutzt.

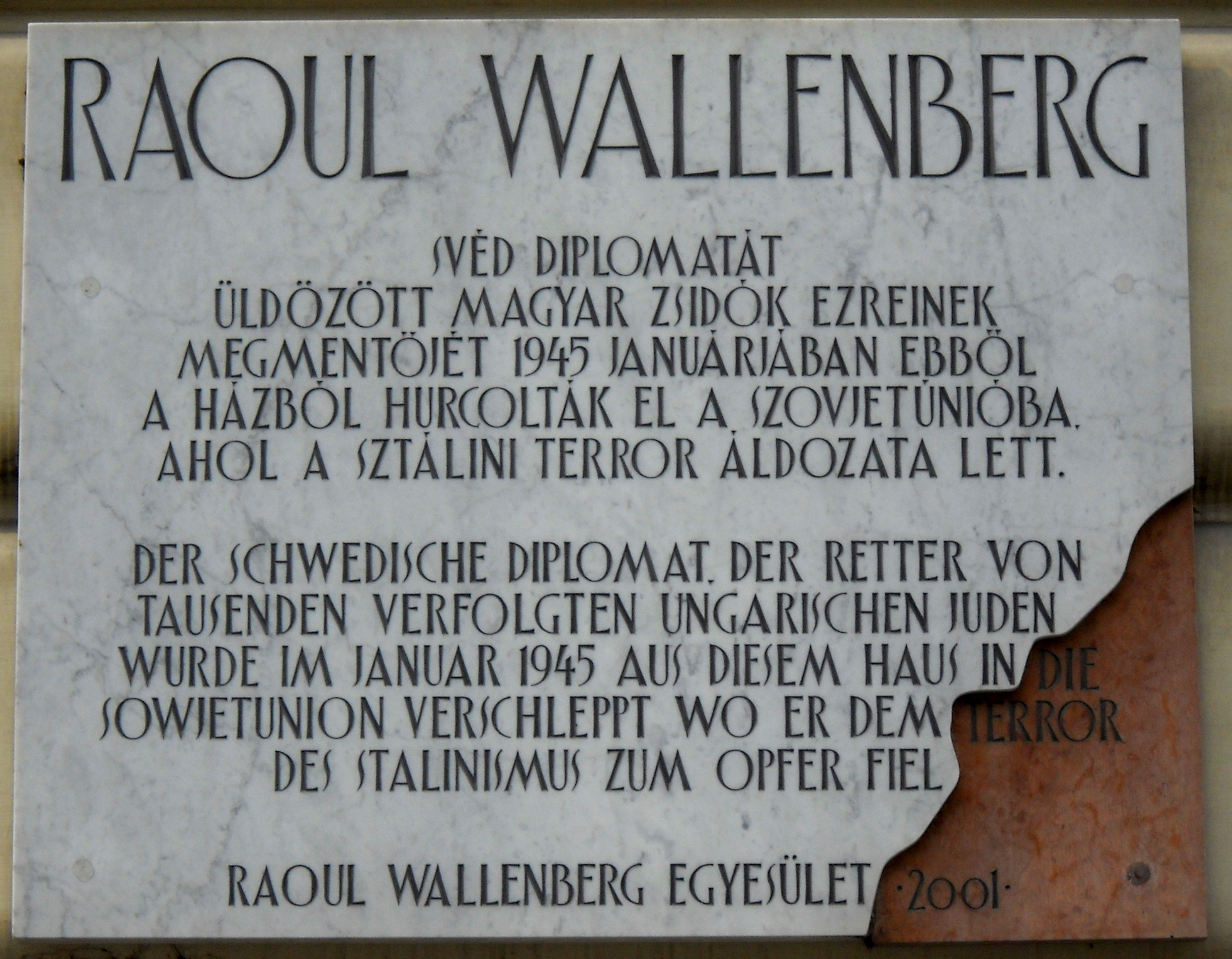
Gedenktafel für Raoul Wallenberg am Botschaftsgebäude

## Geschichte des Botschaftsgebäudes
Das Gebäude, in dem sich die österreichische Botschaft befindet, wurde 1883 im Auftrag von Gusztáv Hübner als einstöckiges Miethaus erbaut. In den Jahren 1904 bis 1905 wurde es im Auftrag von Zsigmond Horvàth und Gyuláné Bun um ein Stockwerk erhöht. Seit 1959 mietete die Republik Österreich das Haus als Amtsgebäude, 1969 kaufte sie es. Während des Zweiten Weltkriegs war das Haus Eigentum von László Ocskay von Ocskó, Hauptmann der Königlich Ungarischen Armee. Dieser stellte es dem Internationalen Roten Kreuz zur Verfügung. Hierhin flüchtete Raoul Wallenberg vor den Pfeilkreuzlern. Wallenberg war 1944 im Auftrag der schwedischen Regierung unter Per Albin Hansson nach Budapest gekommen, um möglichst viele Menschen vor den Nationalsozialisten zu retten. Es gelang ihm zusammen mit den Diplomaten anderer neutraler Gesandtschaften und dem Schwedischen Roten Kreuz vielen zehntausenden Juden das Leben zu retten, teilweise, in dem er sie direkt aus den Zügen nach Auschwitz holte, sie in sicheren Herbergen unterbrachte und ihnen Schutzdokumente besorgte. 1945 wurde er von Roten Armee gefangen genommen und später ermordet. Am Botschaftsgebäude ist eine Gedenktafel für Wallenberg angebracht.

## Standort
Die diplomatische Vertretung befindet sich in der Benczúr utca 16, 1068 Budapest im VI. Budapester Bezirk.